# Закон Долобка
Закóн Долобкá (також «закóн Васи́льєва — Долобкá», інколи «зако́н Дибо́») — акцентуаційний закон у праслов'янській мові, що його відкрив був 1927 року М. Г. Долобко. Суть закону полягає в тім, що додана енклітика з початкового складу слова, що належить до рухомої парадигми, перетягує наголос на себе:
- рос. ночь → ночéсь;
- рос. óсень → осенéсь.

## Історія
Спершу гіпотезу, що слова, до яких приєднано енклітики чи займенники, утрачають наголос, запропонував 1905 року Л. Л. Васильєв для старомосковського діалекту, як-от: vȍzъ → vozъ žè, nȃ vozъ → na vozъ žè; nȅ na vozъ → ne na vozъ žè, ȋ ne na vozъ → i ne na vozъ žè, vȍzъ → vozъ lì, nȃ vozъ → na vozъ lì тощо. Пізніше 1927 року М. Г. Долобко показав давність даного пересуву наголосу.
Існує давній етап даного закону (англ. Proto-Vasil’ev-Dolobko’s law). Він полягав у тім, що наголос, який виник завядки Педерсеновому законові, пересунувся на кінцевий склад у словах, які мали чотири або більше складів:
- род. мн. *dʰugh2tróHom → *dùkteroHom → *dukteroHòm →… лит. dukterų̃ «дочок»;
- 2 ос. мн. *do‑u̯édʰete → *dò‑u̯edete → *do‑u̯edeté →… укр. доведетé.

Схожа зміна мала місце в середньоболгарській мові, але трохи пізніше, ніж сам закон Долобка, тому Ф. Кортланд уважає, що вони незалежні одна від одної (схожа ситуація з Грассмановим законом в індійській та грецькій). У литовській закон Долобка фактично відсутній, ми зустрічаємо лише окремимі його рефлекси у вигляді відтягування наголосу на префікс.
Ф. Кортланд відносить дію закону Долобка між завершенням балто-слов'янської єдності та втратою інтервокального *j, майже в той час, коли діяв Педерсенів закон.